# 라고브란초투코투코
라고브란초투코투코(Ctenomys fodax)는 투코투코과에 속하는 설치류의 일종이다. 아르헨티나 남부의 라고 브란초 지역에서만 알려져 있다. 핵형은 2n=28, FN=42이다.